# Кубок России по баскетболу среди женщин 2004/2005
Кубок России по баскетболу среди женщин в сезоне 2004/2005 является II турниром Российской федерации по баскетболу.

## Регламент
В Кубке России участвовали все клубы Суперлиги «А», Суперлиги «Б», дублирующие составы Суперлиги «А» и команды Высшей лиги чемпионата России.
Турнир проходил по системе плей-офф: 1/8 финала, 1/4 финала и заключительный этап - Финал четырёх.

## финал четырёх (16-18.02.2005)

### Полуфиналы
| 16 февраля 2005 14:00 MSK | Отчёт | ВБМ-СГАУ                   | 79 : 72 | Динамо (М)     | ДИВС «Уралочка», Екатеринбург |
| 16 февраля 2005 14:00 MSK | Отчёт | 20:19, 20:10, 20:21, 19:22 |         |                | ДИВС «Уралочка», Екатеринбург |
| 16 февраля 2005 14:00 MSK | Отчёт | Степанова 16               | Очки    | Рахматулина 12 | ДИВС «Уралочка», Екатеринбург |

| 16 февраля 2005 16:45 MSK | Отчёт | УГМК                       | 73 : 58 | Надежда       | ДИВС «Уралочка», Екатеринбург |
| 16 февраля 2005 16:45 MSK | Отчёт | 11:13, 20:11, 27:10, 15:24 |         |               | ДИВС «Уралочка», Екатеринбург |
| 16 февраля 2005 16:45 MSK | Отчёт | Дабович 11                 | Очки    | Городецкая 23 | ДИВС «Уралочка», Екатеринбург |

### Матч за 3-е место
| 18 февраля 2005 17:00 MSK | Отчёт | Динамо (М)                   | 77 : 76 | Надежда                     | ДИВС «Уралочка», Екатеринбург |
| 18 февраля 2005 17:00 MSK | Отчёт | 23:23, 26:13, 13:22, 15:18   |         |                             | ДИВС «Уралочка», Екатеринбург |
| 18 февраля 2005 17:00 MSK | Отчёт | Рахматулина 14, Водичкова 11 | Очки    | Овчаренко 19, Городецкая 15 | ДИВС «Уралочка», Екатеринбург |
| 18 февраля 2005 17:00 MSK | Отчёт | Водичкова 14                 | Подборы |                             | ДИВС «Уралочка», Екатеринбург |

### ФИНАЛ
| 18 февраля 2005 19:15 MSK | Отчёт | УГМК                                                                     | 71 : 66 | ВБМ-СГАУ                                                                                      | ДИВС «Уралочка», Екатеринбург Зрителей: 5 000 |
| 18 февраля 2005 19:15 MSK | Отчёт | 12:16, 21:16, 18:23, 20:11                                               |         |                                                                                               | ДИВС «Уралочка», Екатеринбург Зрителей: 5 000 |
| 18 февраля 2005 19:15 MSK | Отчёт | Гриффит 24, Дабович 19, Кастро 15, Хазова 5, Подковальникова 4, Ершова 4 | Очки    | Абросимова 13, Воутерс 10, Артешина 10, Лоусон 9, Степанова 8, Щеголева 8, Уокер 7, Корстин 1 | ДИВС «Уралочка», Екатеринбург Зрителей: 5 000 |

### Обладатель кубкаУГМК
Маргарита Берзегова 
  Татьяна Ершова 
  Милица Дабович 
  Ольга Подковальникова 
 Иоланда Гриффит — MVP финала 
  Изиане Кастро Маркес 
  Любовь Смородина
  Марина Хазова 
 Главный тренер —  Зоран Вишич